# Meelis Peitre
Meelis Peitre (27 marzo 1990) è un calciatore estone, difensore del Paide III.